# Chapelle des Pénitents blancs de La Tour
La Chapelle des Pénitents blancs est une chapelle située au lieu-dit la Casette, à l'entrée du village de La Tour, dans le département français des Alpes-Maritimes.

## Historique
La chapelle a été construite dans la seconde moitié du XVe siècle. Elle a été agrandie d'une travée en 1672.
Elle a été le siège de la Confrérie du Gonfalon et de la Miséricorde, ou confrérie des Pénitents blancs qui étaient voués à la Sainte Croix. Elle est aussi désignée chapelle Notre-Dame des Pénitents blancs.
Cette chapelle a été classée au titre des monuments historiques le 18 avril 1944.
Plusieurs objets contenus dans la chapelle sont classés au titre des monuments historiques.

## Présentation
Chapelle rectangulaire de trois travées. La première travée a été construite en 1672. Les deux autres travées se terminent sur un chevet plat réalisée dans la seconde moitié du XVe siècle.
La partie la plus ancienne a été décorée de peintures murales datées du 23 août 1491 réalisées par deux peintres niçois, Curraud Brevesi et Guirard Nadal per magistros Curraudi BREVESI et Guirardi NADALE pittores de Nicia et c(om) patres in nomine Domini) classées au titre d'objet en 5 décembre 1908. Leurs noms et la date de réalisation, ainsi que ceux de quatre syndics représentants de la communauté, nommés Caroli, Salvestre, Stephani et Fabien Sala, ont été inscrits sous le triptyque du chevet. La chapelle a été construite « en l'honneur de Dieu, de la Vierge et des saints Bernard, Antoine et Brigitte ».
Au XIXe siècle, la première travée a été ornée d'un décor floral.
En 1980, le décor de la façade a été restauré par un trompe-l'œil.

## Peintures murales de 1491

### Le mur du fond

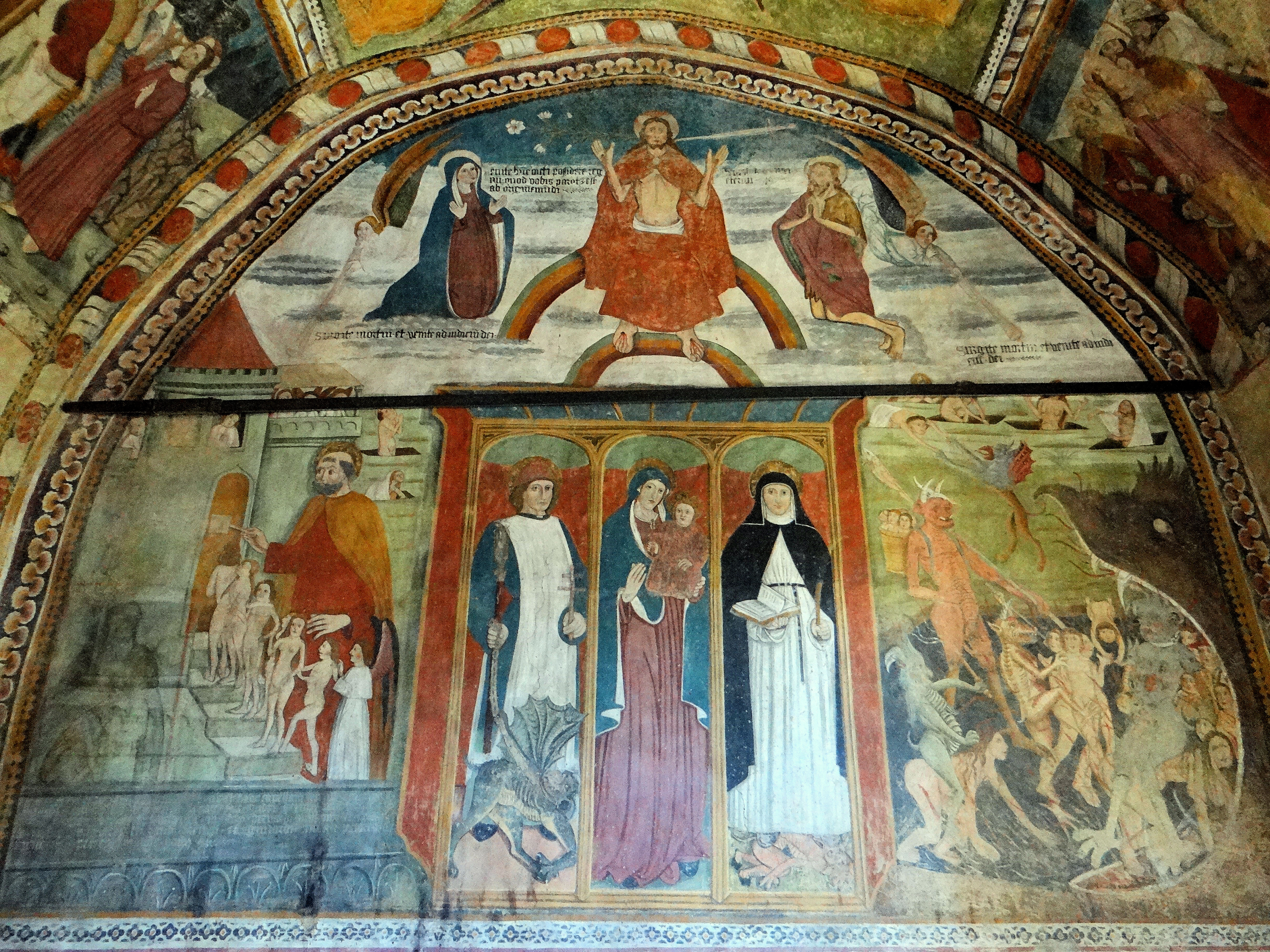
Le Jugement dernier

Sur ce mur est peinte une représentation du Jugement dernier s'inspirant de l'Évangile de saint Matthieu (24,30-31 et 25, 31 ...) et de l'Apocalypse de saint Jean (1,16). Le Christ-juge est placé au centre et en haut. Il domine et préside la cène, s'appuyant sur deux arcs-en-ciel concentriques représentant les nuées, avec de part et d'autre des anges faisant retentir leurs trompettes pour rassembler les élus des quatre vents (Mt,24,30) à l'ordre (« Debout les morts, venez au Jugement de Dieu » Surgite mortui, venite ad iudiciu Dei). Son manteau est ouvert, Ses bras levés pour montrer les stigmates. À sa gauche, à hauteur de sa bouche a été placée l'épée à deux tranchants de l'Apocalypse. À sa droite est placée une tige de lys, entre Lui et la Vierge agenouillée et priant. De l'autre côté se tient saint Jean-Baptiste agenouillé en prière. De sa bouche sortent les paroles du récit de l'Évangéliste : « Alors le roi dira à ceux qui sont à sa droite, Venez, les bénis, prendre possession du royaume qui vous a été préparé dès l'origine du monde » (Mt, 25,34) (Venite benediti patris mei acipite regnum vobis paratum ab origine mundi), et les boucs à sa gauche, « Allez les maudits au feu éternel » (Mt,25,41) (Descendite malediti in ignem eternum). En dessous, à la droite du Christ, un groupe d'élus guidés par un ange disposés en file montent les marches de l'escalier menant au Paradis dont saint Pierre s'apprête à ouvrir la porte. À la gauche du Christ, les damnés sont représentés dans un grouillement avec des diables les précipitant dans la gueule du Léviathan les conduisant en Enfer.

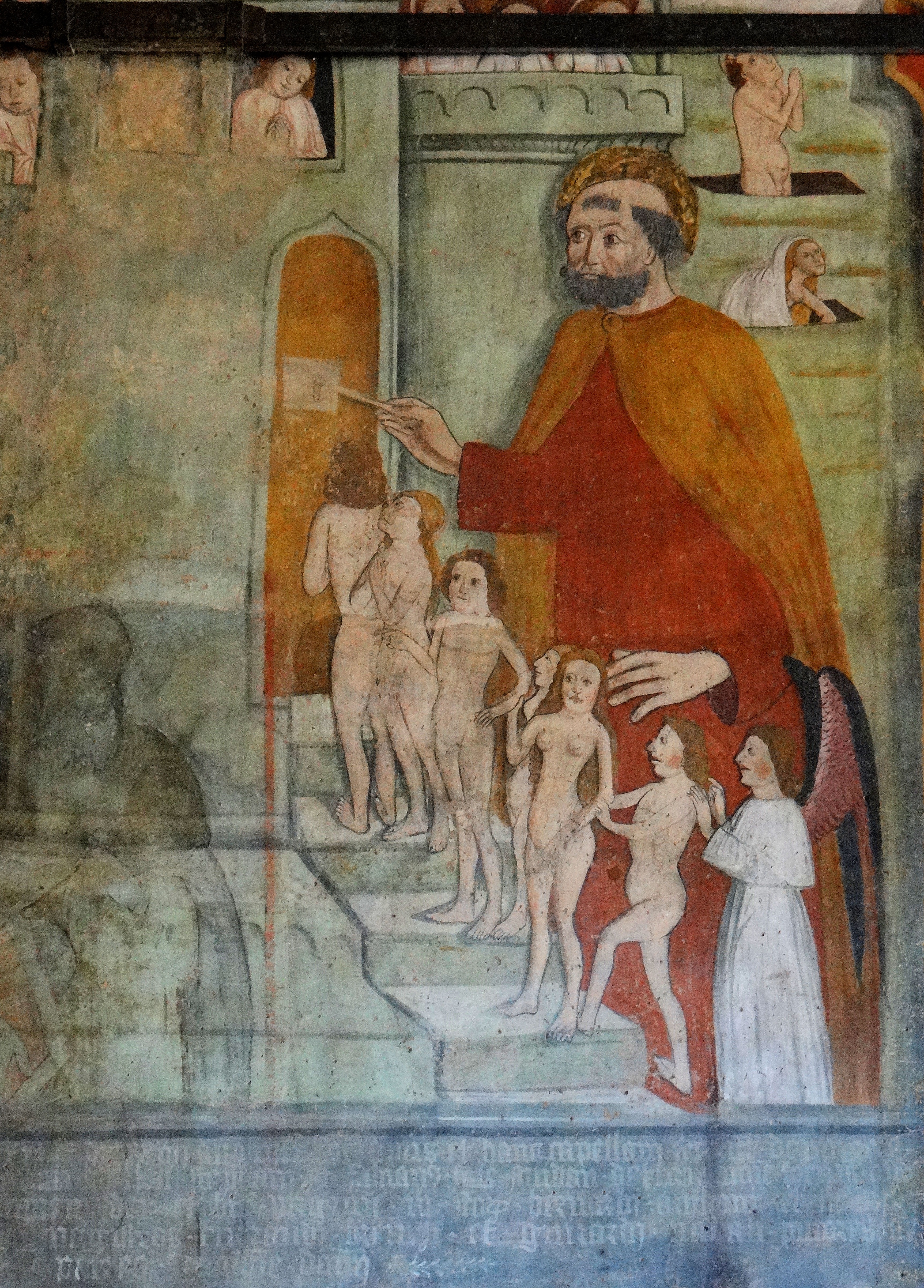
Les élus montant les marches de l'escalier menant au Paradis et arrivent devant la porte que saint Pierre s'apprête à ouvrir
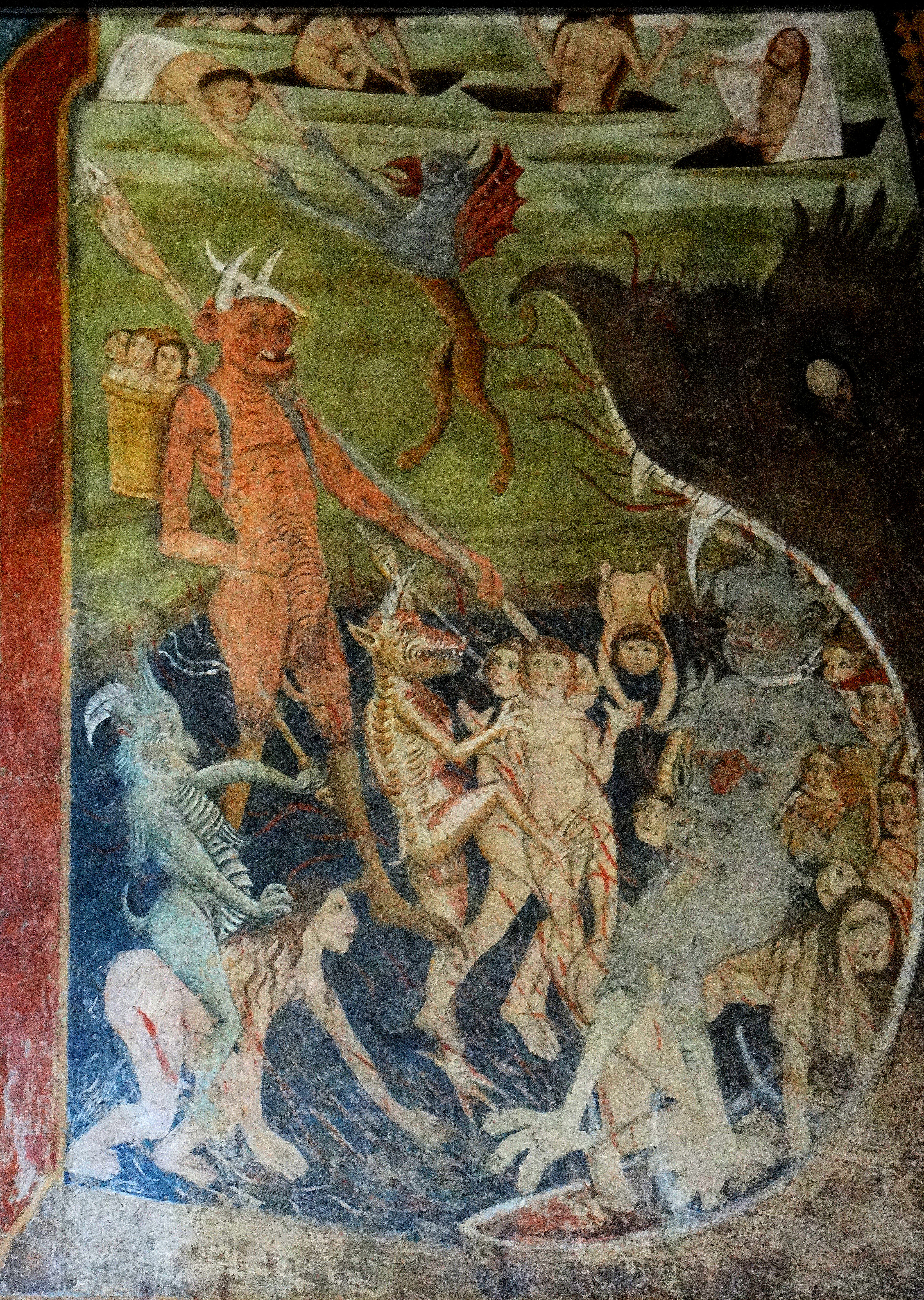
Les diables tirent les maudits vers le Léviathan, entrée de l'Enfer
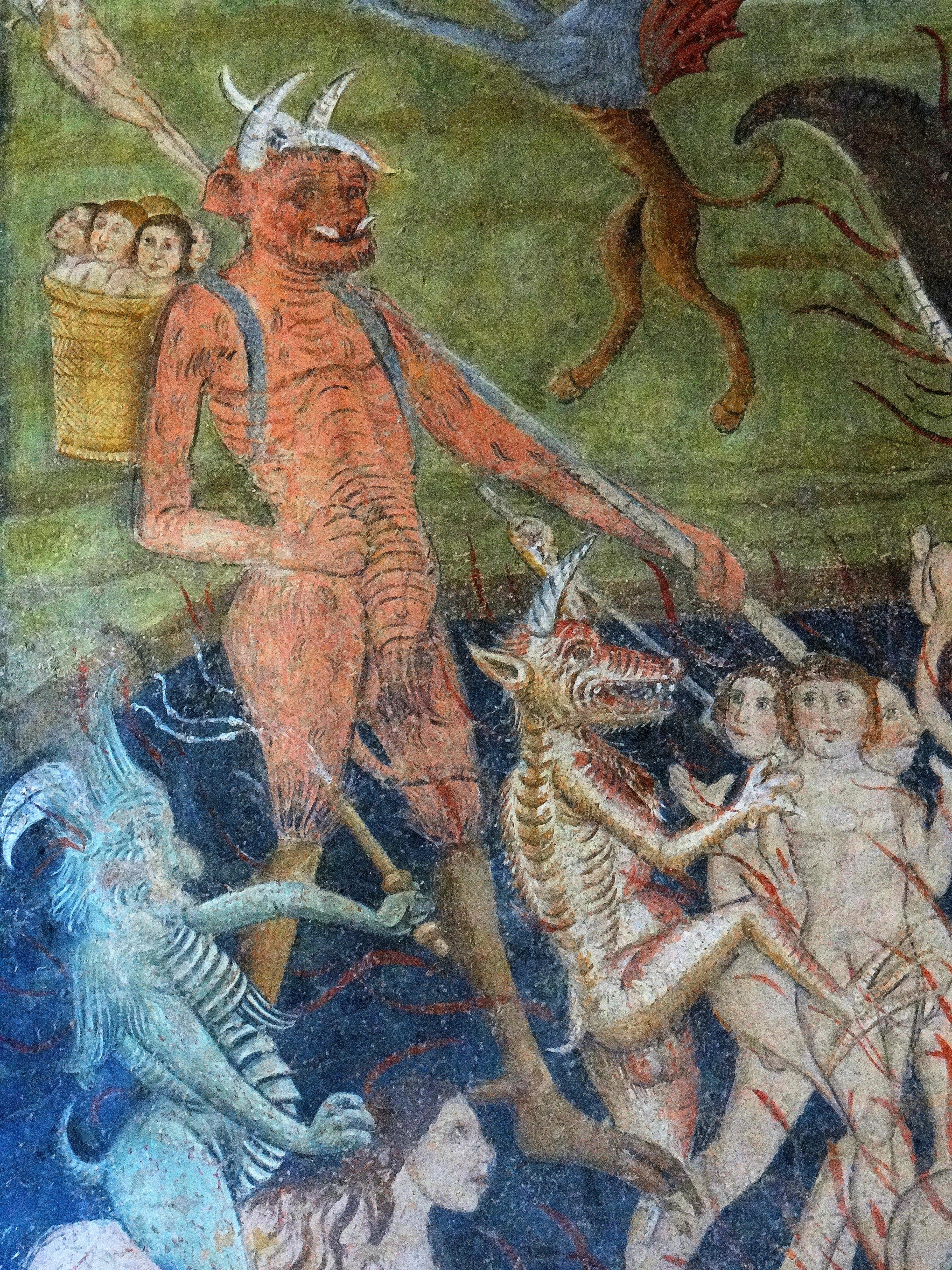
Les diables se saisissent des maudits
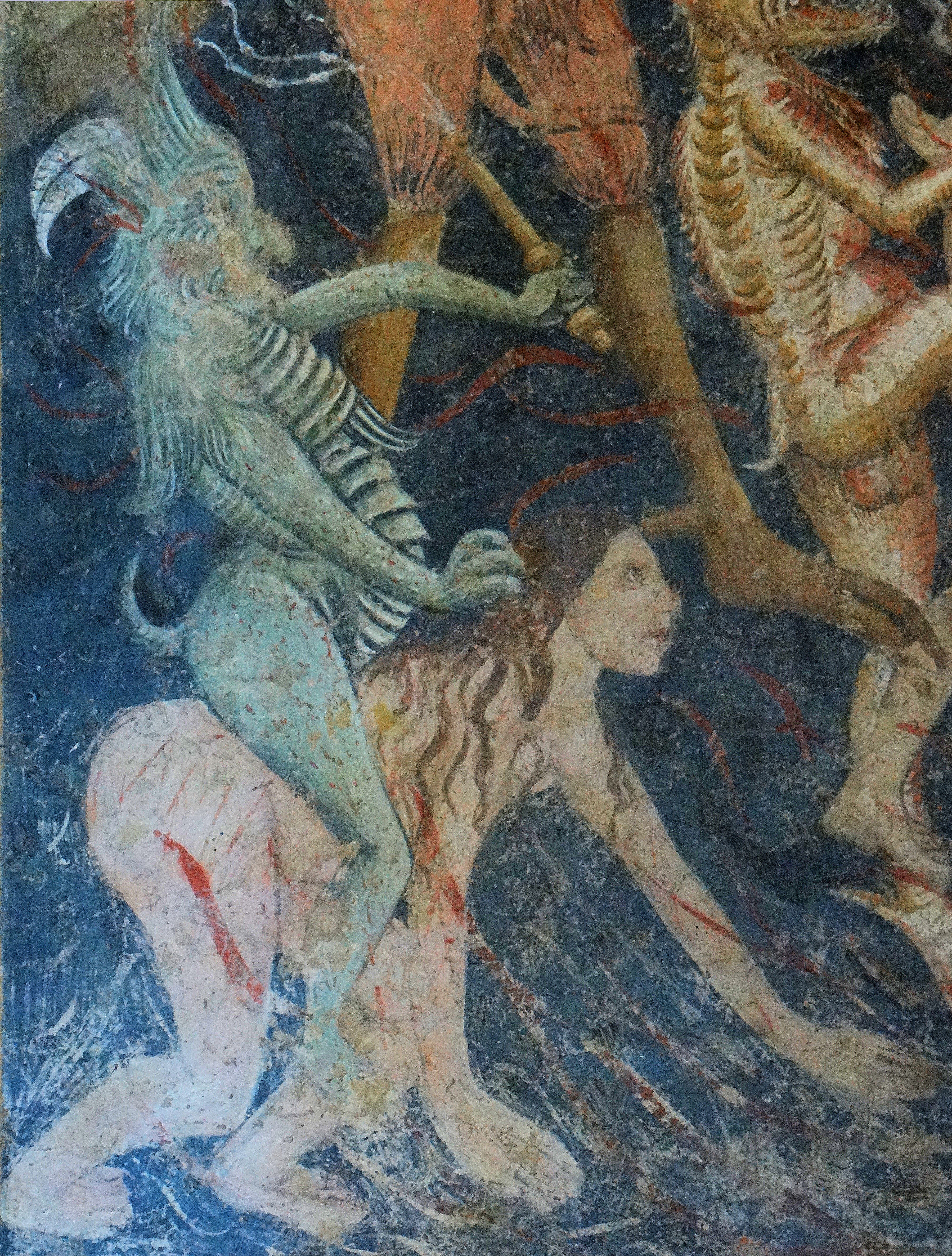
Un diable chevauche un maudit

Entre le Paradis et l'Enfer, un panneau représente, au centre, la Vierge à l'Enfant, à sa droite, saint Bernard de Menthon tenant le diable enchaîné à ses pieds et une croix à double traverse, dite croix de Lorraine, à sa main droite, et à sa gauche, sainte Brigitte de Suède, un livre ouvert à la main et foulant un démon. Curieusement, un saint Antoine a été peint en surimpression à l'extrémité gauche du panneau du Paradis. D'après Alexis Mossa, le personnage a été peint après coup et la peinture n'a pas tenu sur la fresque.

### Passion du Christ
Sur les murs ont été peintes différentes scènes représentant la Passion du Christ en 19 scènes. Le récit commence sur le côté gauche, au registre supérieur, du côté de la porte, par l'entrée à Jérusalem, il se poursuit par les marchands chassés du temple, la dernière Cène, Jésus au jardin des Oliviers, l'arrestation de Jésus. Le récit se poursuit au registre supérieur du mur de droite, Au registre inférieur, vers le chevet, le récit se poursuit par l'épisode de Malchus, Jésus amené devant Caïphe, flagellation du Christ, couronnement d'épines, Ponce Pilate se lave les mains. Le récit reprend sur le mur de gauche au registre inférieur, côté porte, avec la montée au Calvaire, la mise en Croix, la Crucifixion, la descente de la Croix et la mise au tombeau. Le récit continue sur le registre inférieur du mur opposé, côté chevet, avec la Résurrection du Christ, la descente aux Enfers, l'Ange et les saintes Femmes et se termine par l'apparition du Christ à Marie-Madeleine.
Une scène a disparu avant la scène représentant la Résurrection du Christ, probablement à cause du percement de la fenêtre. Il y a à la place un personnage partiellement effacé, peut-être le donateur, et dessous une dédicace : « Hoc opus fecit fieri d(omi)n(us) guillerm(us) bachelari de tornaforti ad honore(m) dei et b(ea)te marie et s. vince(n)cii et guill(e)rmi mill(esimo) CCCCLXX... ». L'œuvre aurait été commandée par un certain Guillaume Bachelar de Tournefort, en l'honneur de Dieu, de la Vierge Marie, et de saint Vincent et saint Guillaume, en 147..

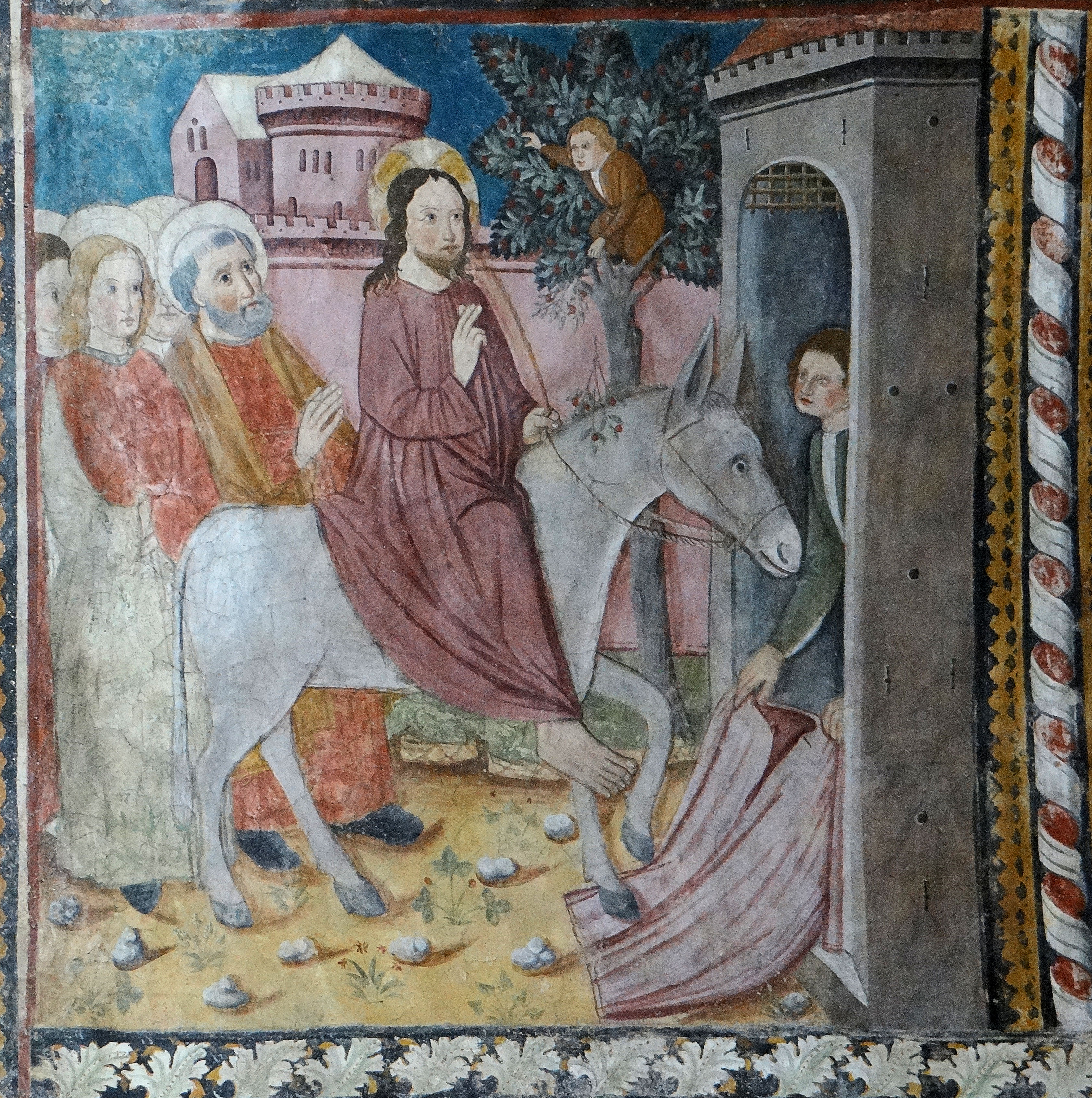
Entrée de Jésus à Jérusalem
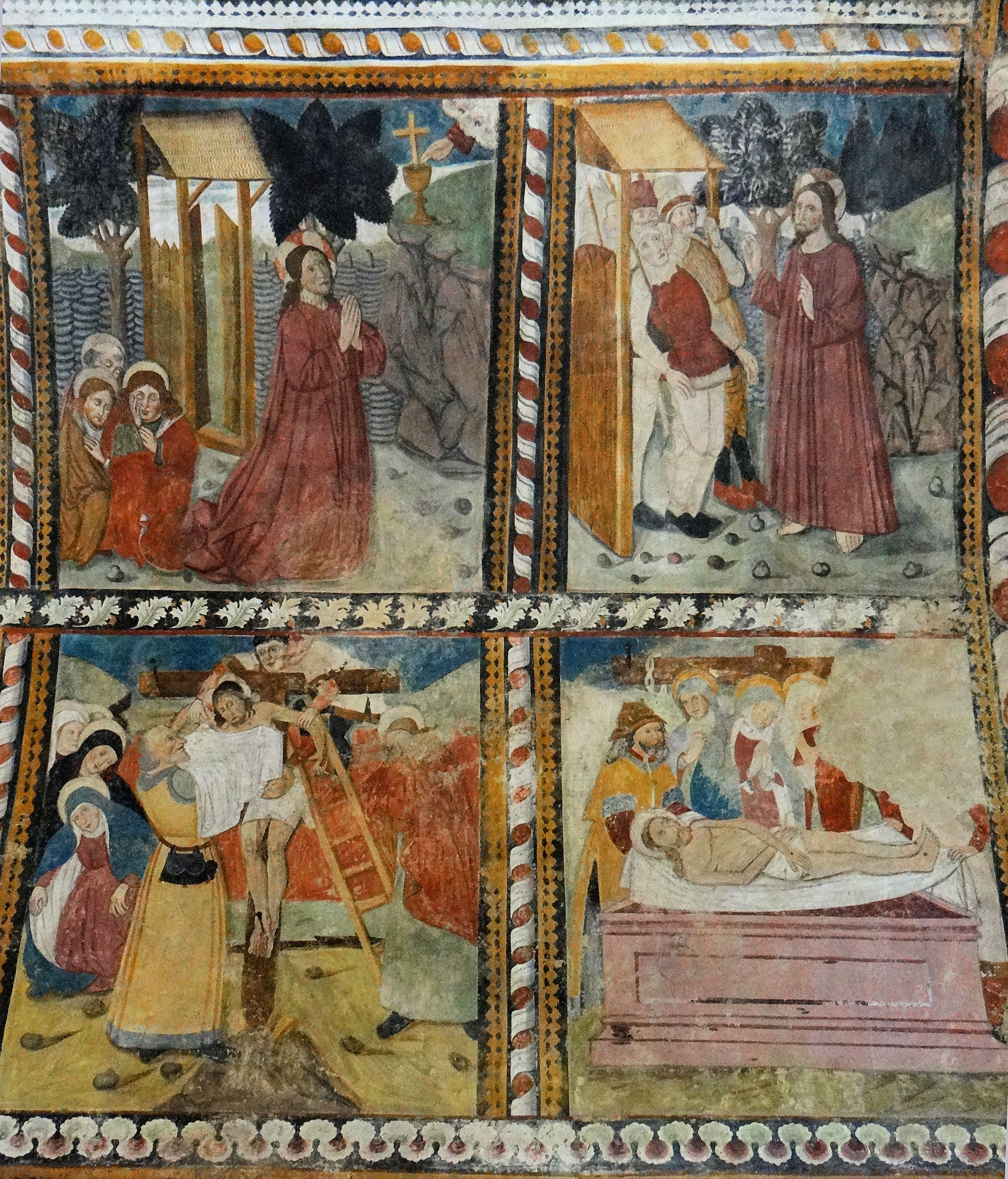
Mur de gauche. Registre supérieur : Jésus au jardin des Oliviers, arrestation de Jésus. Registre inférieur : Descente de Croix, mise au tombeau
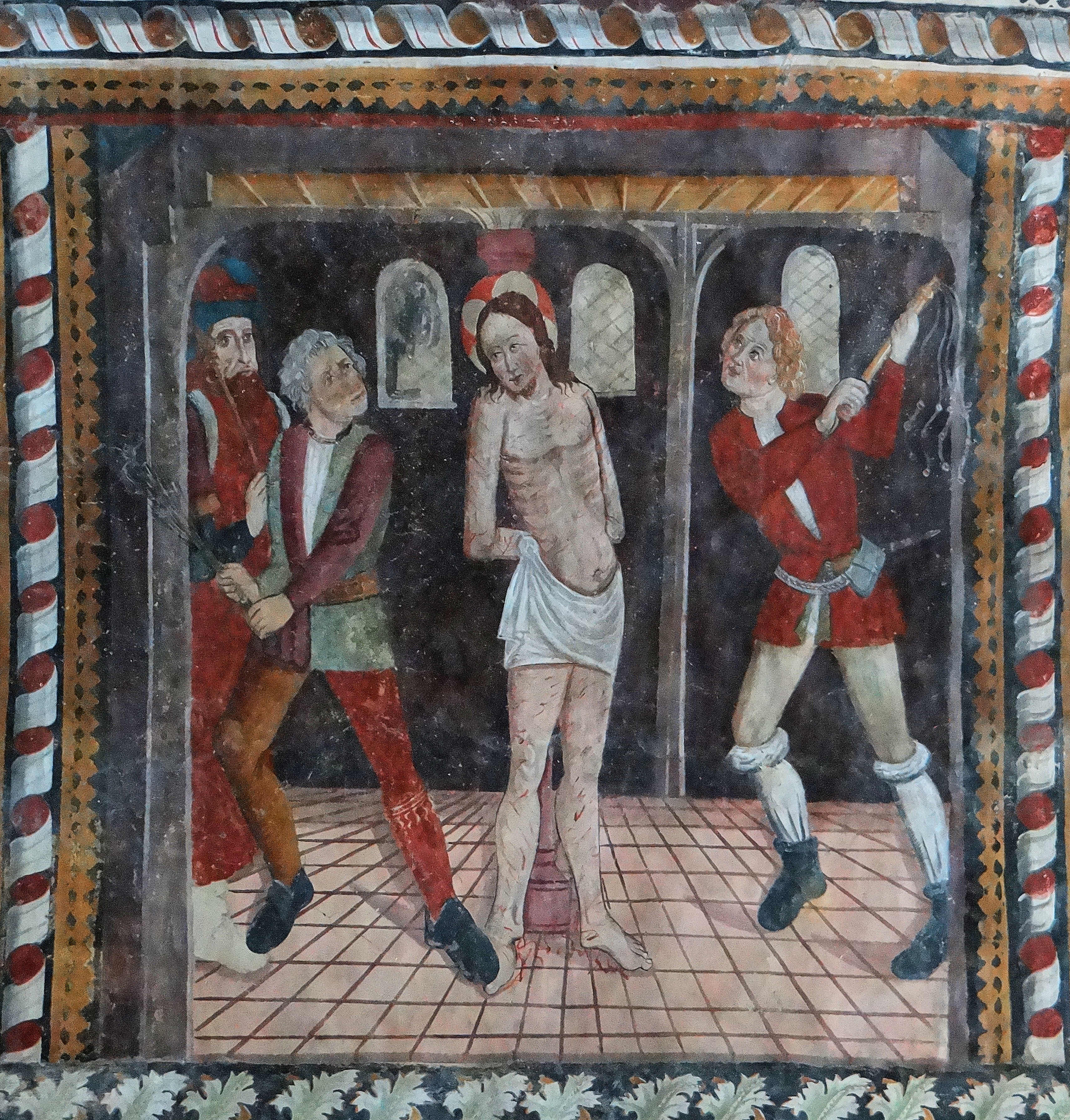
Flagellation de Jésus
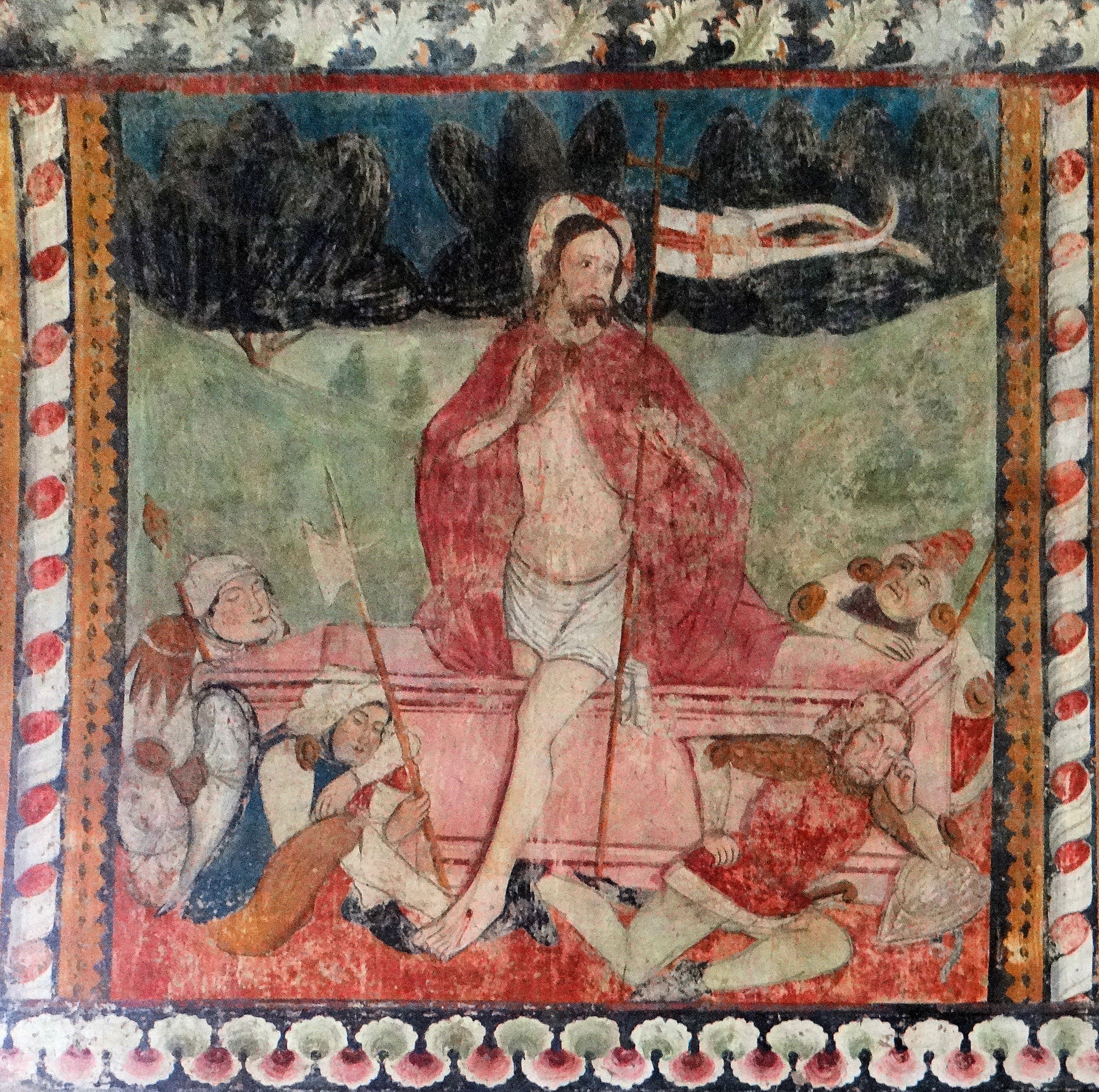
Résurrection du Christ
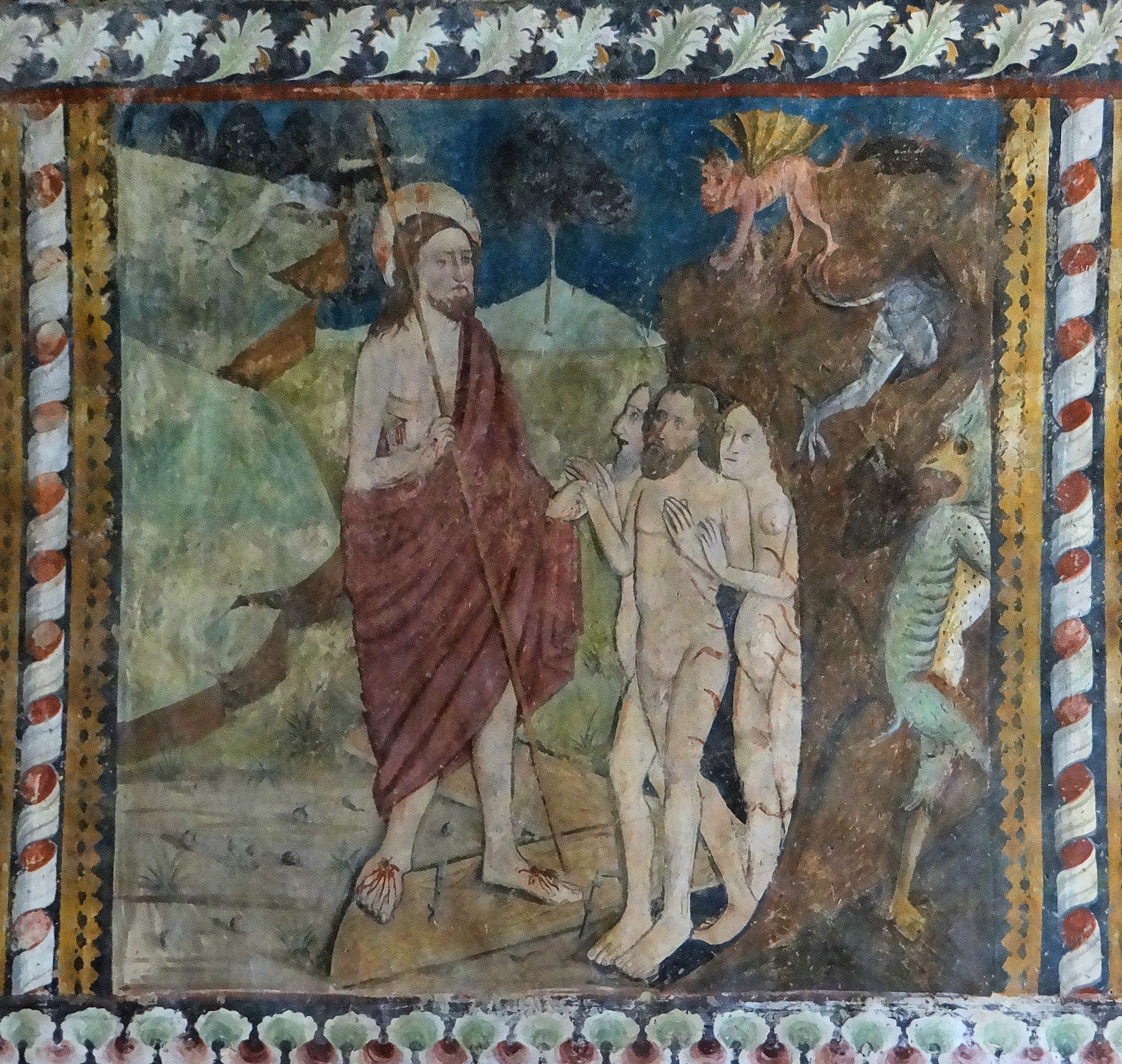
Descente aux Enfers

### Vertus et Vices
Sous le registre inférieur représentant des scènes de la Passion ont été peintes les figures :

- des Vertus, sur le mur gauche, à droite du Christ. Sept jeunes femmes avec un ange ont été peints : « Diligencia », Diligence, avec une quenouille à la main, « Estenancia », Abstinence, avec un collier et une discipline, « Pietat », Piété, avec les mains jointes, « Pasiensia », Patience, calme, avec les bras croisés, « Castitas », Chasteté, qui lit et tient une discipline, « Largitas », Charité, qui fait aumône, « Humilitas », Humilité, agenouillée.

- les Vices, sur le mur opposé : un démon pousse les vices vers l'Enfer, de gauche à droite : « Superbia », Orgueil, sur un lion, « Avaritia », Avarice, « Luxuria », Luxure, sur un bouc, « Ira », Colère, monté sur un ours et se poignarde, « Invidia », Envie, montre son voisin, « Gula », Goinfrerie, monté sur un porc et tenant une broche où sont enfilés des poulets, et « Pigritia », Paresse, qui somnole sur une bourrique et que harcèle un démon.

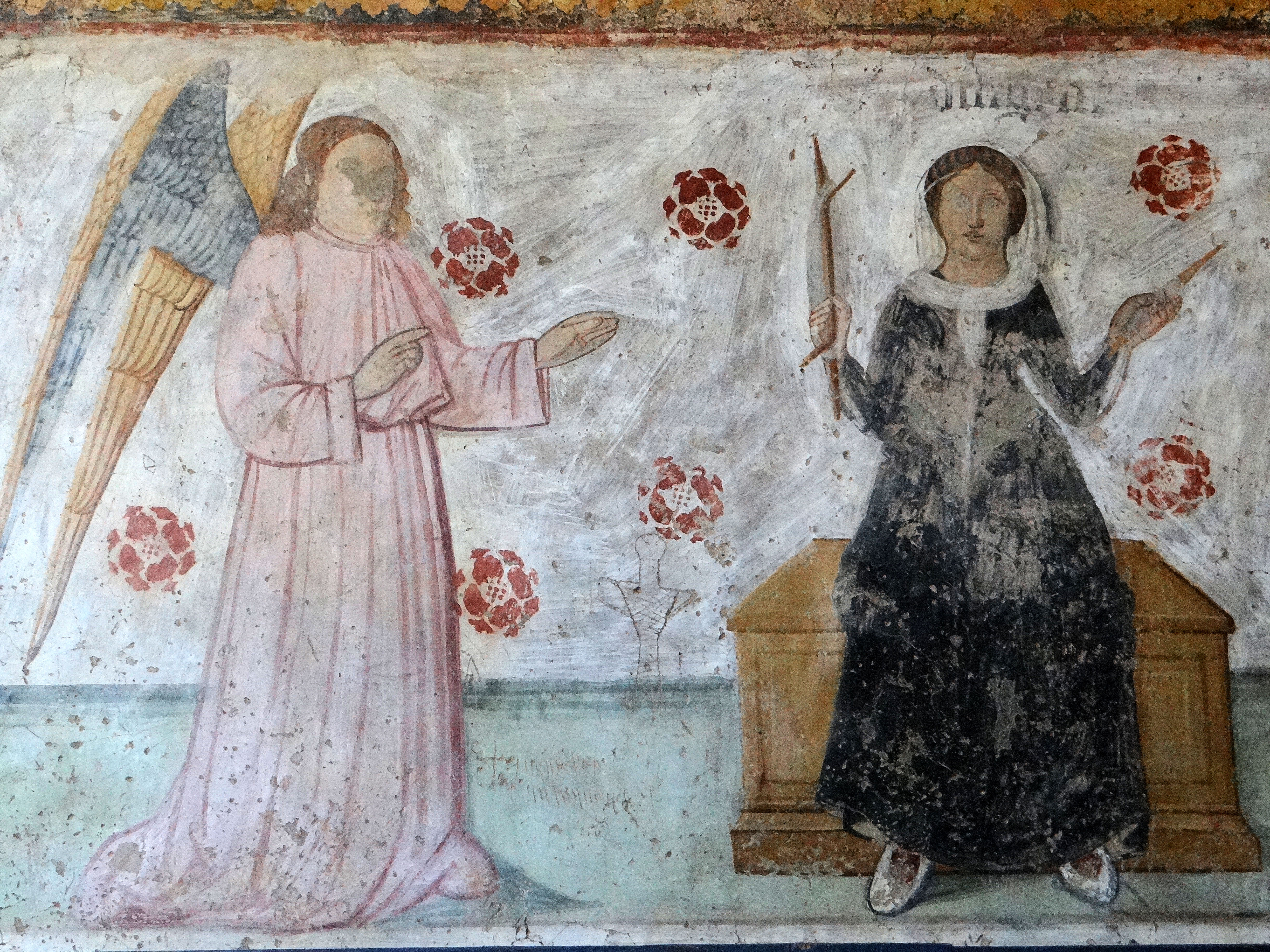
Les Vertus : L'Ange avec « Diligencia »
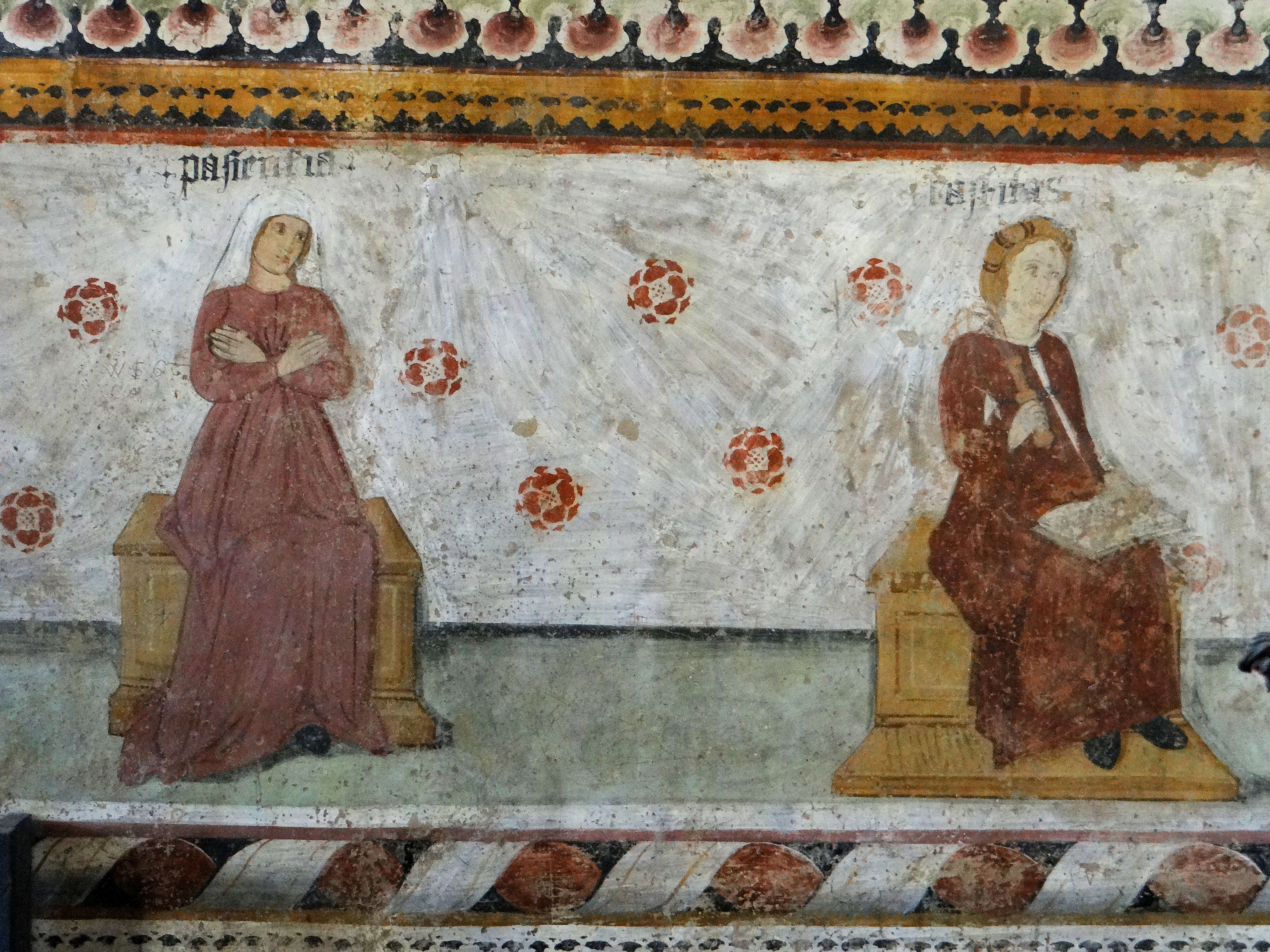
Les Vertus : « Pasiensia » et « Castitas »
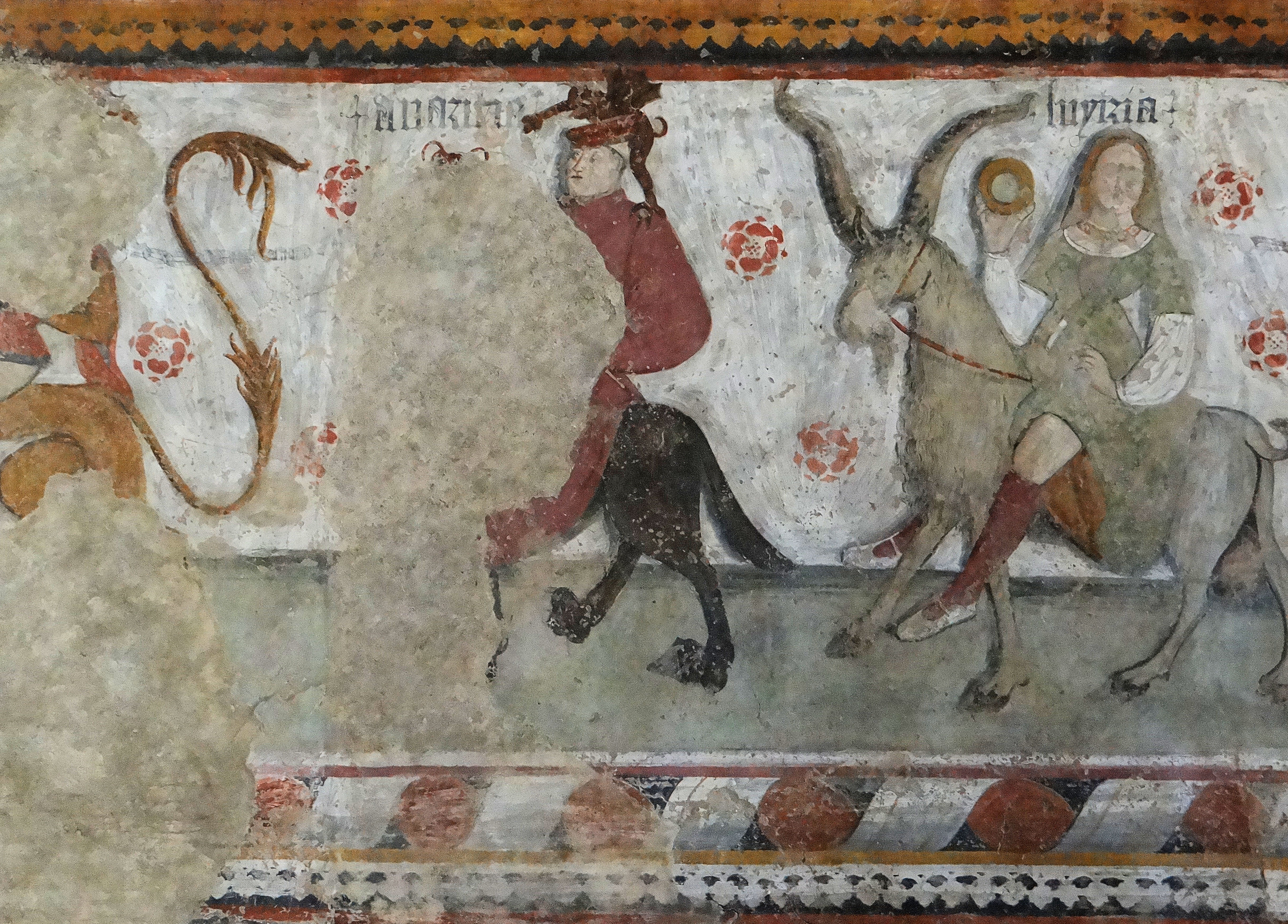
Les Vices : La queue du lion qui porte « Superbia », puis « Avaritia »,et « Luxuria » montée sur un bouc
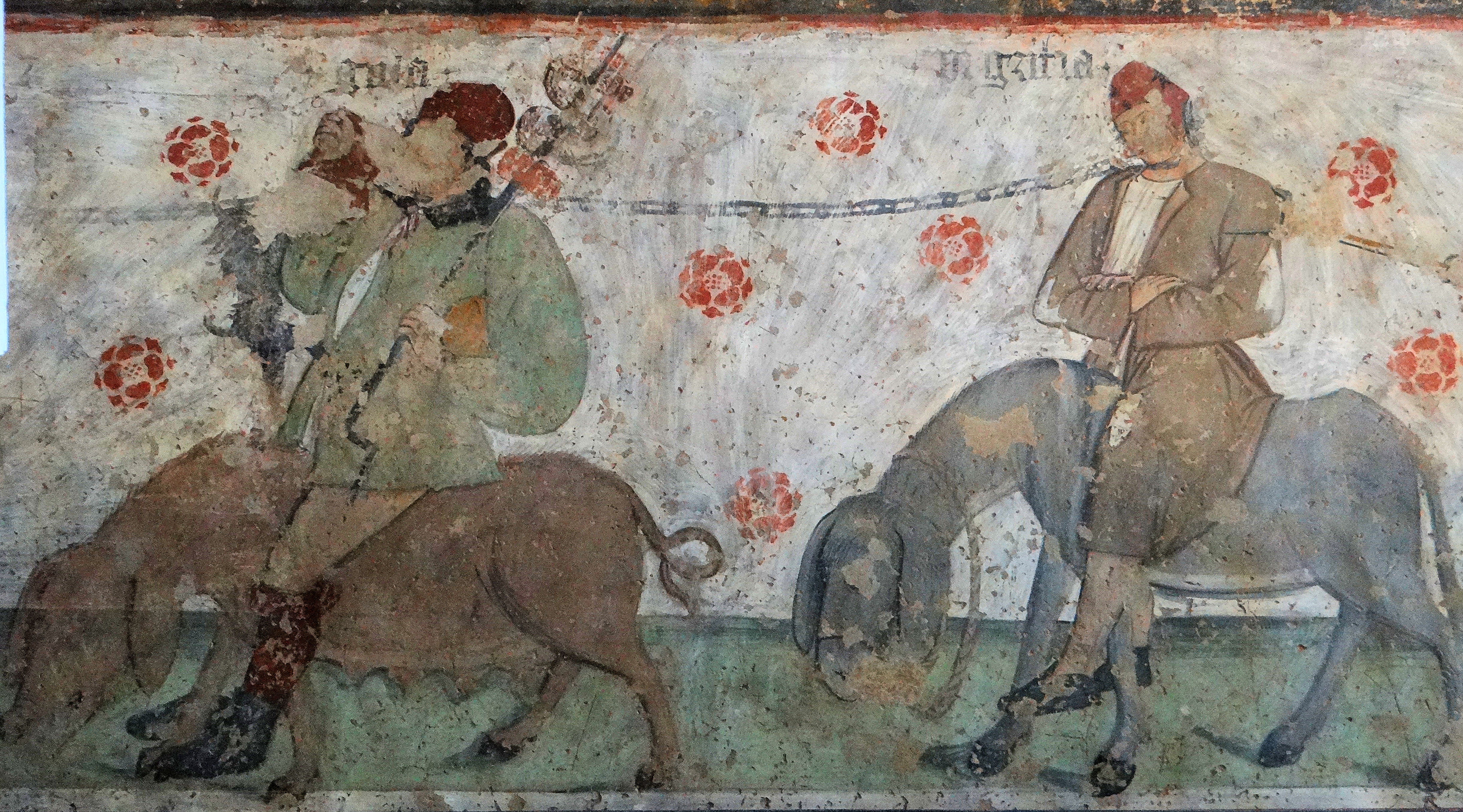
Les Vices : « Gula », monté sur un porc, et « Pigritia », monté sur une bourrique avachie

## La voûte
Sur la voûte a été peint un Christ en Majesté, dans une mandorle, entouré des emblèmes des Évangélistes, l'Ange représentant saint Matthieu, le Lion, saint Marc, l'Aigle, saint Jean, et le Taureau, saint Luc. Ces peintures sont postérieures.

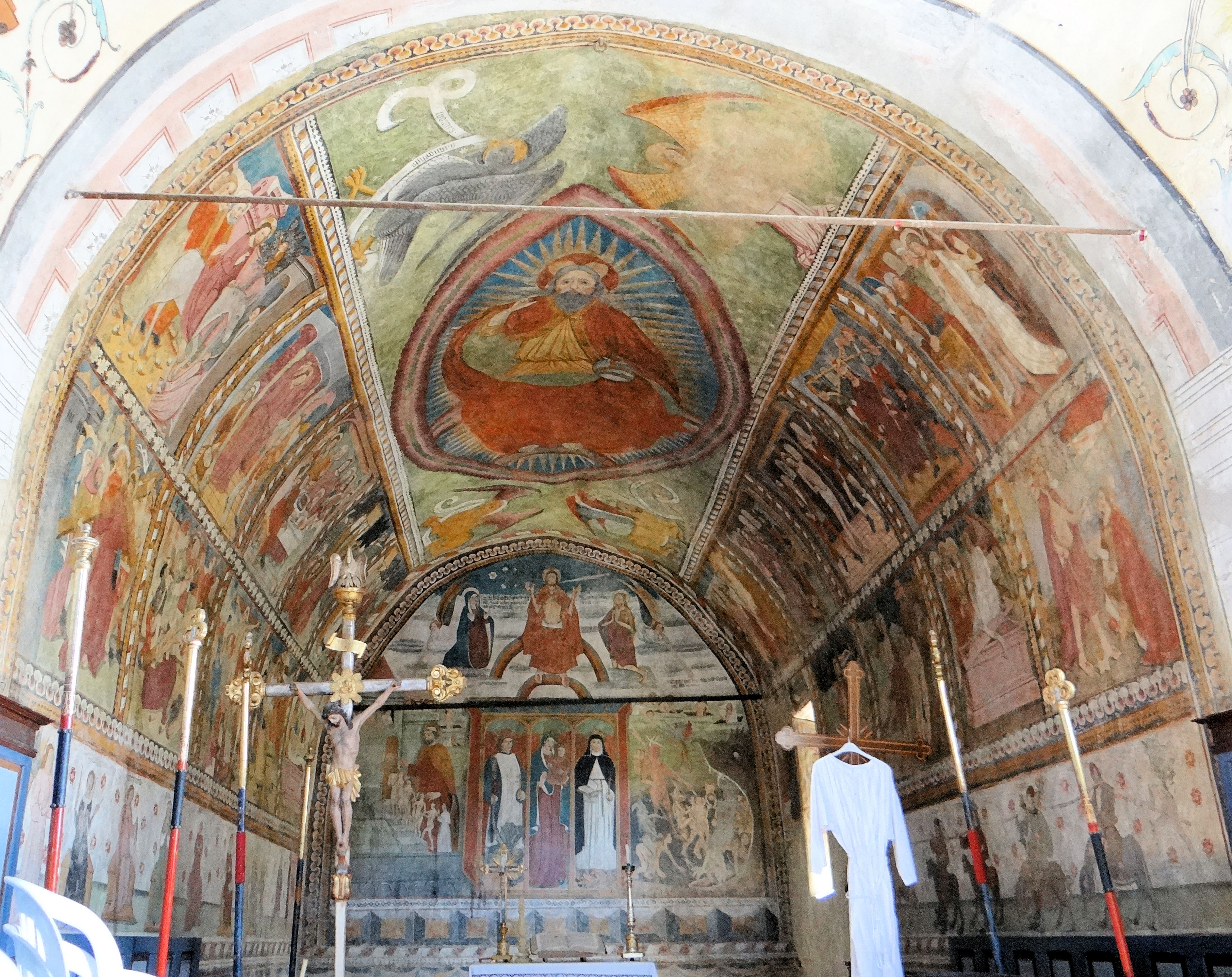
Ensemble des peintures
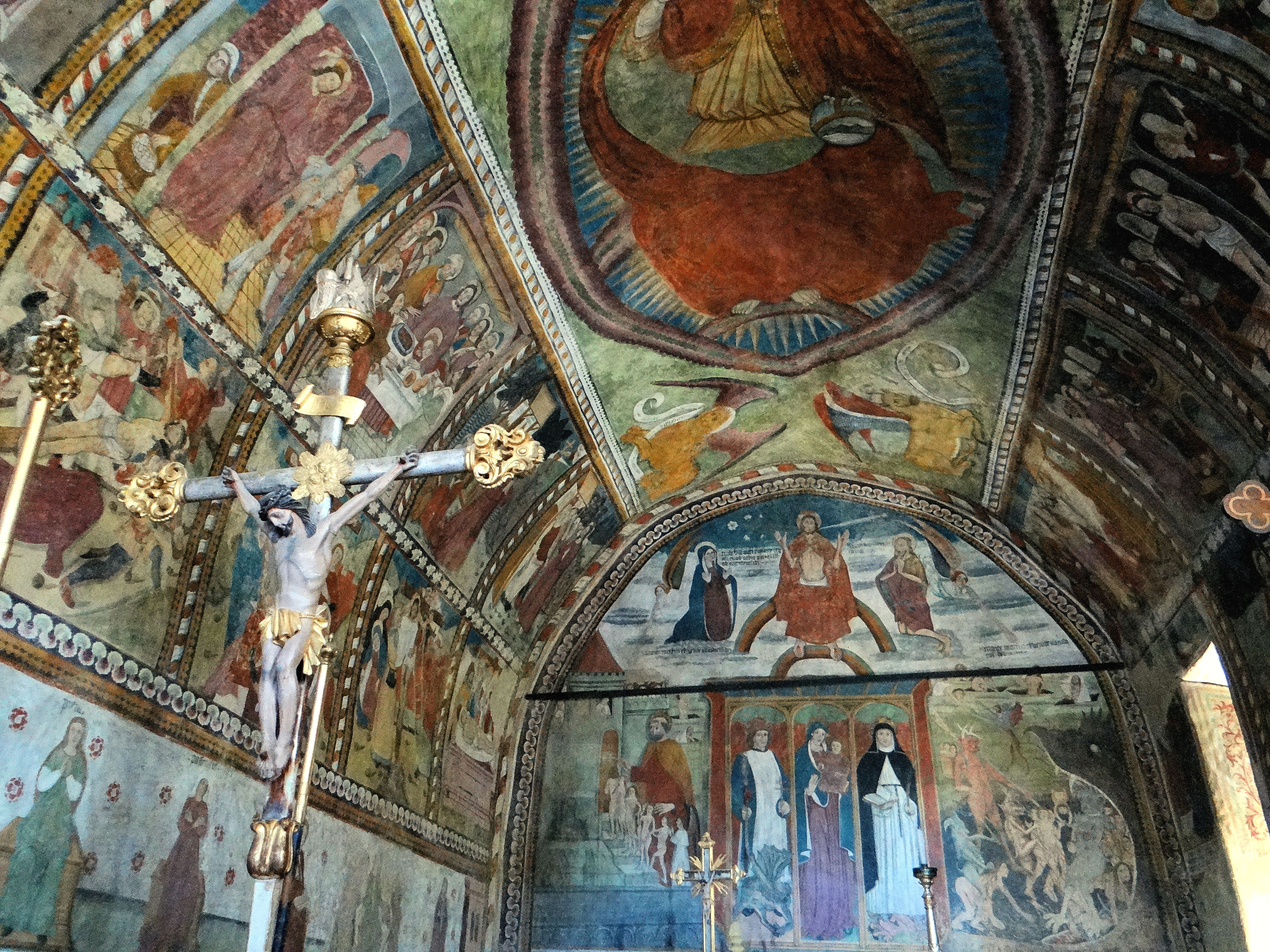
Croix de procession et voûte
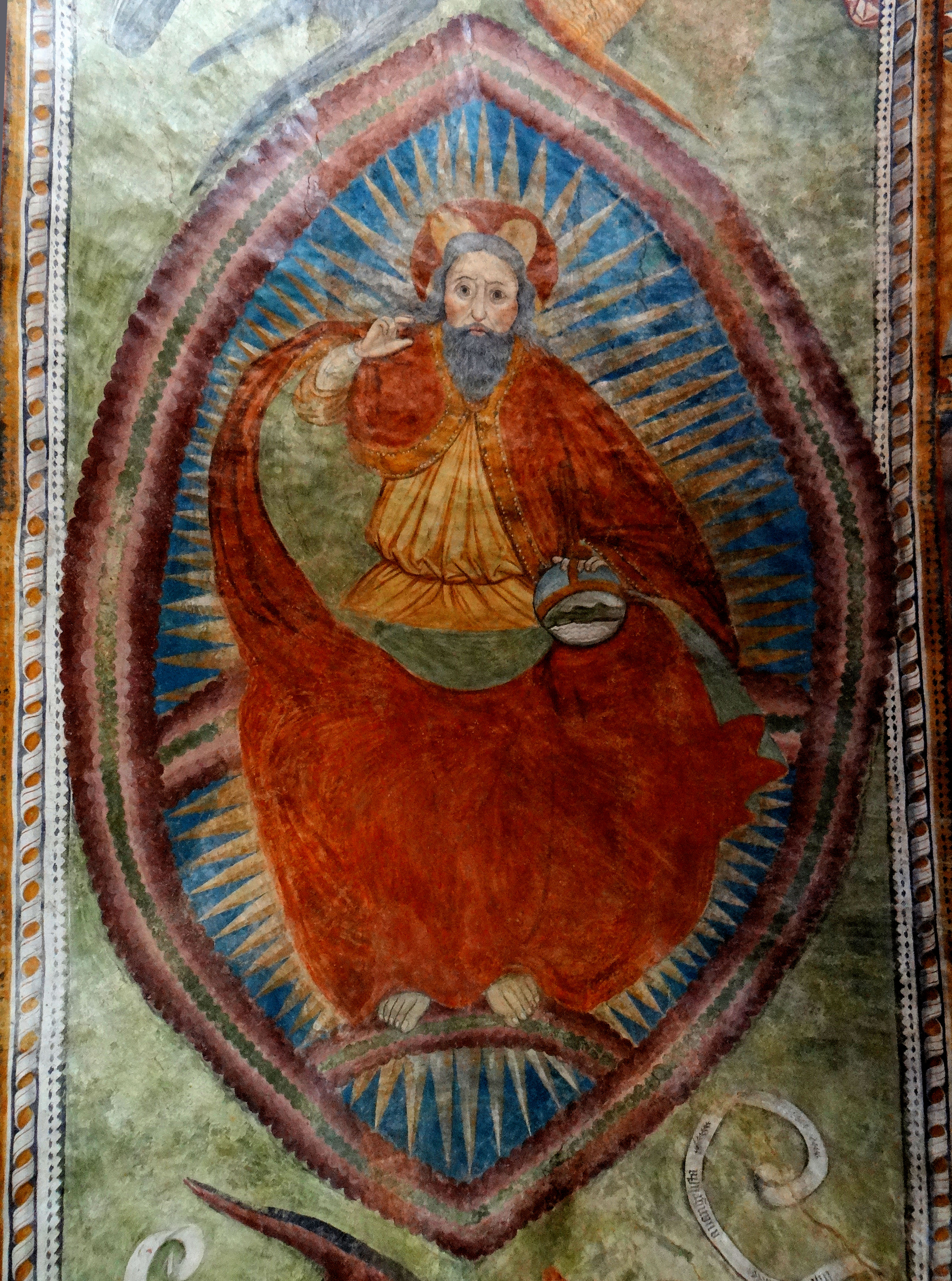
Christ en Majesté
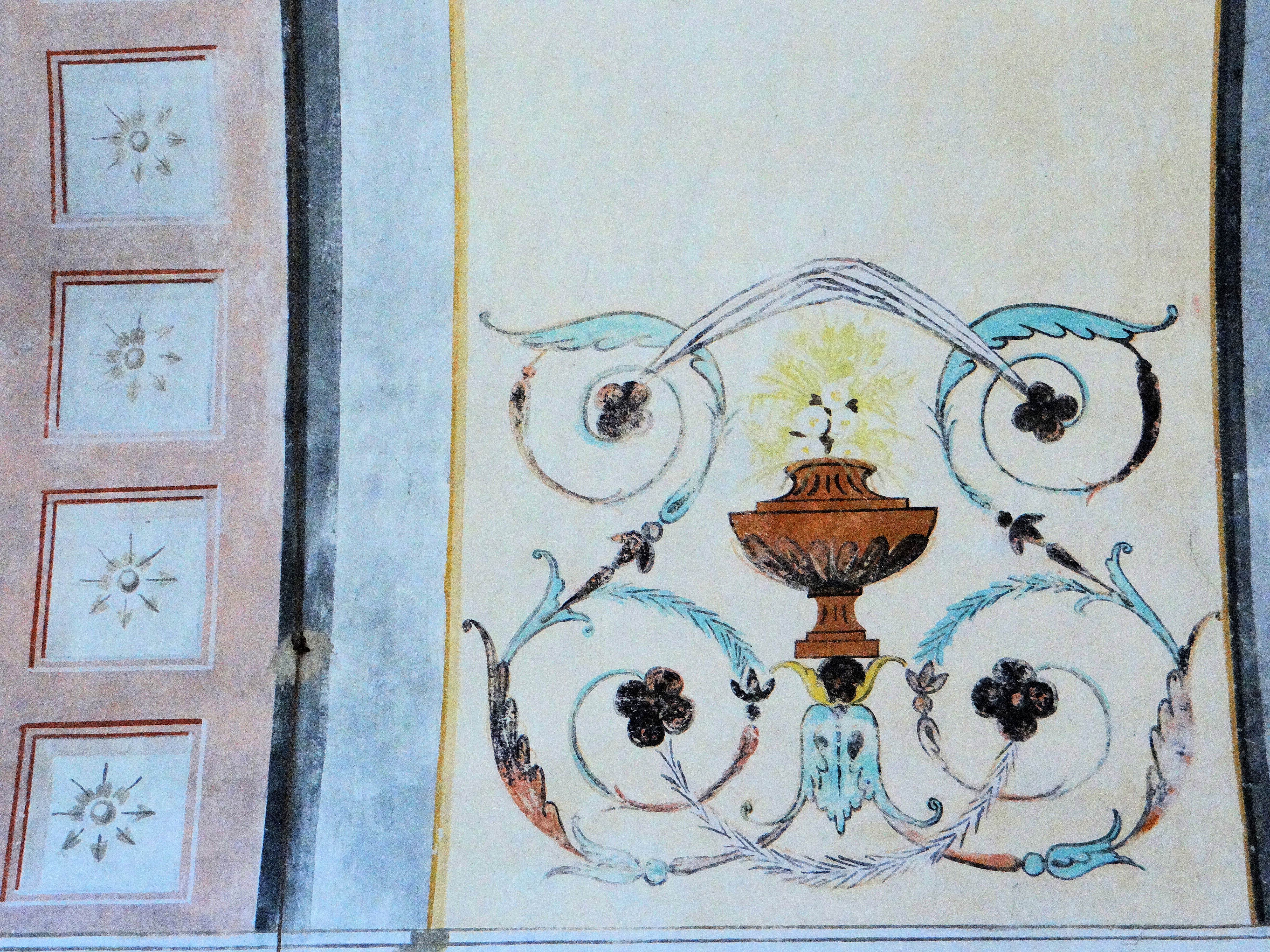
Décoration du XIXe siècle dans la première travée